# 德國麻疹疫苗
德國麻疹疫苗（英語：Rubella vaccine）是一種用於預防德國麻疹的疫苗。其效力始於單一劑量後的兩週，而且大約95%的人會得到免疫力。 有高免疫接種率的國家不再有德國麻疹及先天性風疹症候群的案例，當人口中兒童免疫接種水平較低時，先天性德國麻疹病毒的發病率可能會增加，而且越來越多的婦女到適齡生育期依然未接種疫苗或暴露於疾病下。因此，讓超過80%的人接種疫苗是非常重要的。
世界衛生組織建議將德國麻疹疫苗納入常規接種疫苗。 若無法全民接種疫苗，至少適齡生育的女性應該接種疫苗， 而懷孕或免疫力非常差的人則不應接種疫苗。 雖然單一劑量通常能達到終身保護的效果，但通常會給予雙劑量。
其副作用一般是溫和的， 包括發燒、在注射疫苗部位起疹子、疼痛與發紅。 女性在接種疫苗後一至三週可能會有關節痛。 很少會有嚴重過敏反應。 德國麻疹疫苗在使用上可以單獨使用或與其他疫苗合併使用， 其混合疫苗包括合併麻疹、腮腺炎疫苗（麻腮风三联疫苗）以及合併麻疹、腮腺炎、水痘疫苗（麻疹、腮腺炎、德國麻疹、水痘混合疫苗）。
德國麻疹疫苗在1969年首次獲得許可， 是在世界衛生組織基本藥物標準清單中，醫療衛生系統所需最有效以及最安全的藥物。 2009年的時候，超過130個國家將其納入該國的常規接種疫苗。 麻疹、腮腺炎、德國麻疹混合疫苗2014年在發展中國家的批發成本為每劑量0.24美元。 在美國需花費50到100美元。